# 柯璜
柯璜（1876年—1963年11月26日），字定础，号绿天野人，浙江省黄岩桐屿人，中国书法家。

## 生平
毕业于京师大学堂，任山西大学物理教授。当时阎锡山从日本仕官学校毕业归国，任山西大学体操教员，与柯结为知友。之后柯琐执教北京师范大学和北京大学。因阎锡山主政山西，请柯璜返回山西，出任历任山西博物馆馆长、山西图书馆馆长，并与赵丕廉、贾景德担任阎锡山的智囊团成员。1930年，他担任北平古物陈列所主任。抗日战争爆发后，居于重庆歌乐山云顶寺，主持重庆艺术专科学校。曾任蜀中艺专校长，担任中国美术家协会理事，政协山西省委员会常务委员。
1963年11月26日在太原病逝。